# Stadio di Bata
Lo stadio di Bata (in spagnolo Estadio de Bata) è uno stadio situato a Bata, in Guinea Equatoriale.
È lo stadio più grande della Guinea Equatoriale e viene utilizzato come campo casalingo dal Dragón Fútbol Club.
Ha ospitato otto gare della Coppa d'Africa 2012 (svoltasi in Guinea Equatoriale e in Gabon), tra cui la partita inaugurale, e dieci della Coppa d'Africa 2015 (organizzata in Guinea Equatoriale), tra cui la partita inaugurale e la finale vinta dalla Costa d'Avorio.